# آکادمی فوتبال گئورگی هاجی
آکادمی فوتبال گئورگی هاجی (رومانیایی: Academia de fotbal Gheorghe Hagi) یک آکادمی فوتبال جوانان مستقر در اویدو (رومانی)، شهرستان کنستانتسا است که به عنوان پایه‌گذار اولیه جوانان باشگاه رومانیایی فارول کنستانتسا عمل می کند. تا سال ۲۰۲۱ این آکادمی با باشگاه فوتبال ویتورول کنستانتسا کار می‌کرد.
این آکادمی که در سال ۲۰۰۹ توسط گئورگی هاجی، بازیکن سابق رومانیایی بارسلونا تأسیس شد، ۱۱ میلیون یورو هزینه داشت و یکی از بزرگ‌ترین و مدرن‌ترین آکادمی‌ها در جنوب شرقی اروپا است که بیش از ۳۰۰ بازیکن، ۹ زمین تمرین و سایر امکانات را در خود جای داده است.